# Drosophila athabasca
Drosophila athabasca är en tvåvingeart som beskrevs av Alfred Sturtevant och Theodosius Grigorievich Dobzhansky 1936. Drosophila athabasca ingår i släktet Drosophila och familjen daggflugor.
Artens utbredningsområde täcker nästan hela Nordamerika och sträcker sig från Alaska och Quebec i norr till Oregon, New Mexico och Tennessee i söder.